# Чжаоюань (Яньтай)
Чжаоюа́нь (кит. упр. 招远, пиньинь Zhāoyuǎn) — городской уезд городского округа Яньтай провинции Шаньдун.

## География
Реки: Цзехэ.

## История
При империи Хань здесь были образованы уезды Цюйчэн (曲成县) и Цзяньсянь (惤县). При империи Северная Вэй в 470 году восточная часть уезда Цюйчэн была выделена в отдельный уезд Дунцюйчэн (东曲城县). При империи Северная Ци в 556 году уезды Цюйчэн и Дунцюйчэн были присоединены к уезду Есянь, а уезд Цзяньсянь — к уезду Хуансянь.
Захватившие эти земли в XII веке чжурчжэни включили их в состав марионеточного государства Ци. Властями Ци в 1131 году из юго-западной части уезда Хуансянь и восточной части уезда Есянь был образован уезд Чжаоюань (招远县).
В 1950 году был образован Специальный район Лайян (莱阳专区), и уезд вошёл в его состав. В 1958 году город Яньтай и Специальный район Лайян были слиты в Специальный район Яньтай (烟台专区).  В 1967 году Специальный район Яньтай был переименован в Округ Яньтай (烟台地区).
В ноябре 1983 года округ Яньтай был преобразован в городской округ Яньтай. В 1992 году уезд Чжаоюань был преобразован в городской уезд.

## Административно-территориальное деление
Городской уезд делится на 5 уличных комитетов и 9 посёлков.

## Экономика
Чжаоюань является одним из крупнейших в Китае центров добычи золота.